# Aleks Krotoski
Aleksandra Krystyna Theresa Krotoski (Kuala Lumpur, 22 de octubre de 1974) es una locutora, periodista y psicóloga social estadounidense especializada en los aspectos sociales de la tecnología y la interactividad. 

## Trayectoria
Krotoski nació como ciudadana estadounidense en Kuala Lumpur, Malasia. Pasó sus primeros años en Nueva Orleans, Luisiana. Sus padres, Wojciech Antoni "Al" Krotoski (1937-2016) y su entonces esposa Danuta (de soltera Gwozdziowski), fueron los científicos estadounidenses que tuvieron un papel clave en revelar que la recaida de la malaria se debía a los hipnozoitos.
Se graduó con una licenciatura en psicología en el Oberlin College en Ohio en 1996. Después de mudarse al Reino Unido y convertirse en presentadora de televisión, regresó a la universidad para estudiar psicología social en la Universidad de Surrey, donde completó una maestría en 2004  y un doctorado en 2009. Su tesis doctoral sobre la influencia social en Second Life, el mundo virtual, examinó "cómo se difunde la información en las redes sociales de la World Wide Web".
Desde 1999 hasta el 2001, copresentó el programa de reseñas de videojuegos de la noche de Channel 4, Bits, con Emily Booth y Emily Newton Dunn, y del 2001 hasta el 2002 copresentó el programa de reseñas de videojuegos Thumb Bandits junto a Iain Lee.
En febrero de 2010, presentó The Virtual Revolution para la BBC Two. También presentó una serie de podcast de cuatro partes en el BBC World Service. En noviembre de 2010, se convirtió en investigadora residente en la British Library y en curadora de la exposición digital Growing Knowledge, y además es profesora visitante en la London School of Economics.
Presentó el podcast Tech Weekly de The Guardian. En 2011 se convirtió en la presentadora de la serie de BBC Radio 4 Digital Human, que examina la relación entre el comportamiento humano y el uso de la World Wide Web.
El 4 de julio de 2013 se publicó su libro Untangling the Web, tras trece años de investigación, obra por la que recibió reseñas positivas en la revista Nature  y The Observer.
Krotoski se casó con Ben Hammersley en abril de 2014.

## Reconocimientos
En septiembre del 2006 fue nombrada una de las 100 mujeres más influyentes de la industria de los videojuegos por NextGen.biz y en noviembre de ese año la CNET la nombró una de las "Diez mejores chicas geeks".